# Pico del Príncipe de Asturias

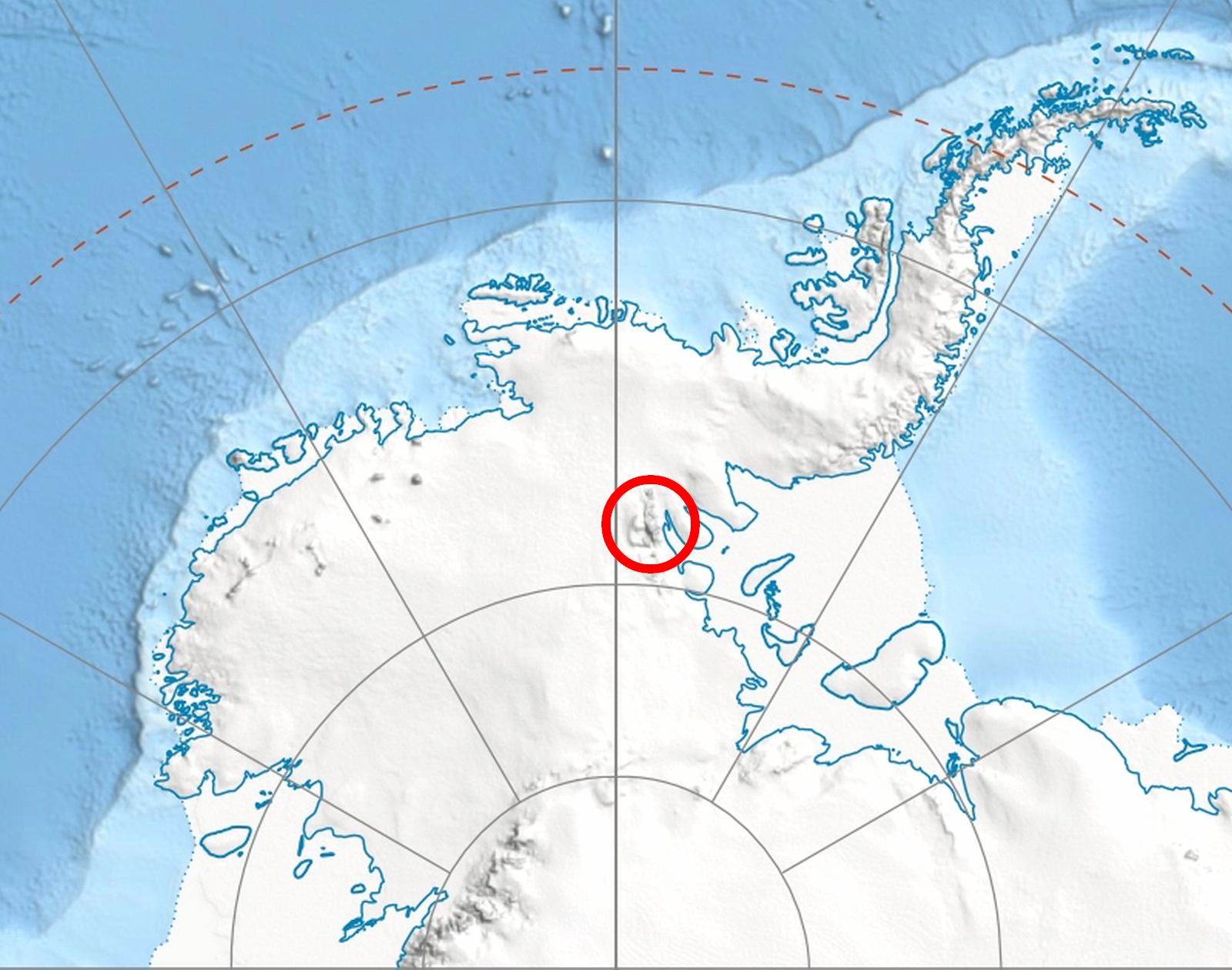
Situación de la cordillera Sentinel en la Antártida.

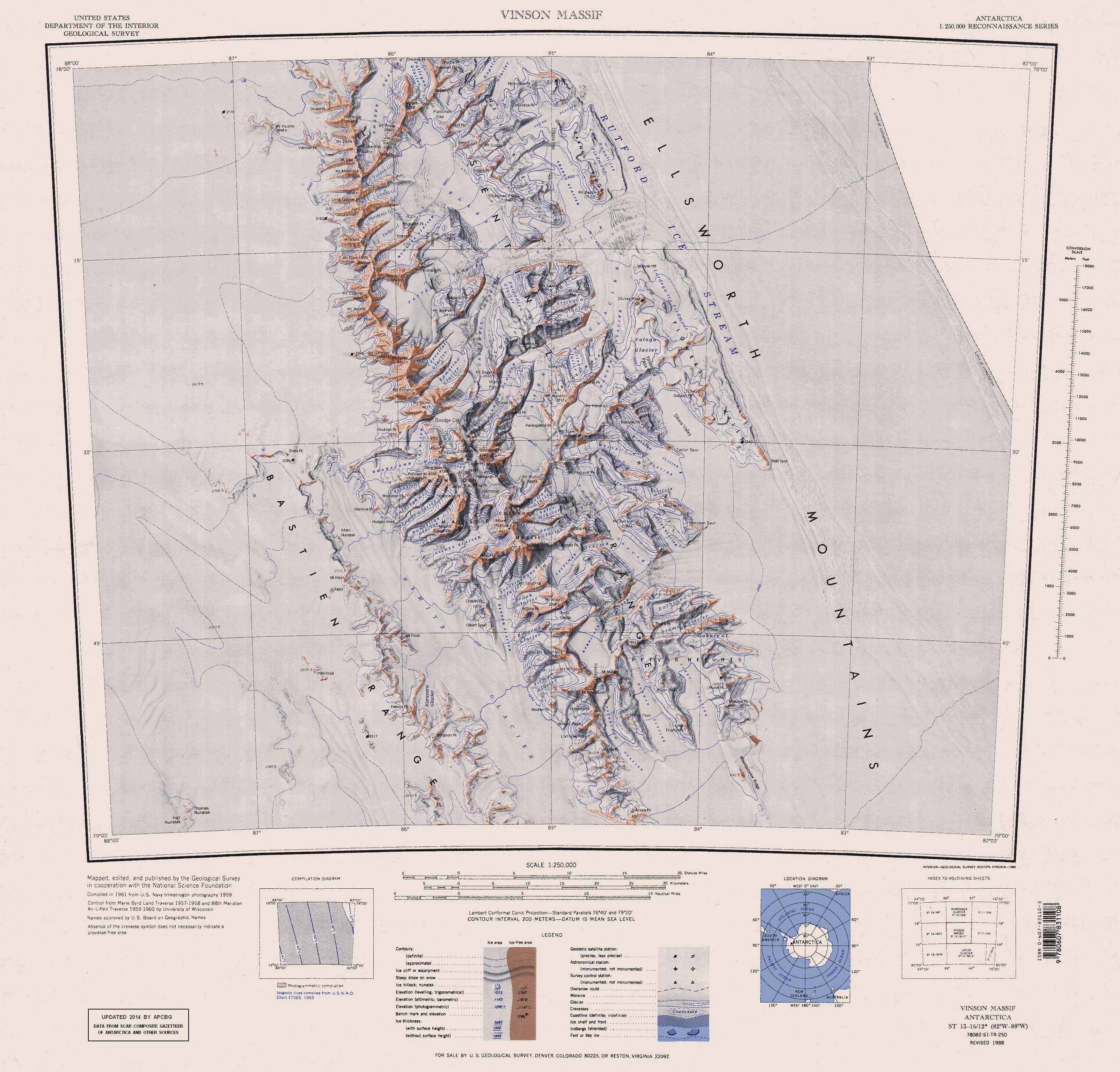
Mapa de la cordillera Sentinel.

El Pico Príncipe de Asturias o Pico del Príncipe de Asturias es una montaña situada en la Antártida que alcanza los 4680 metros de altitud.
Su localización exacta es 78°32′50″S 85°42′32″O / -78.54722, -85.70889, estando enclavado en el macizo Vinson de la cordillera Sentinel de los montes Ellsworth y recibe su nombre por el Príncipe de Asturias.